# パリメトロ火災
パリメトロ火災（ぱりめとろかさい）は、1903年8月10日にフランス・パリのメトロ2号北線（ligne 2 nord、現2号線）で発生した火災である。
貧弱な防災体制や発生後の対応の不手際により、84人が死亡する惨事となった。死者の大半がクロンヌ駅で出たことからクロンヌ事故とも呼ばれる。

## 事故路線の概要

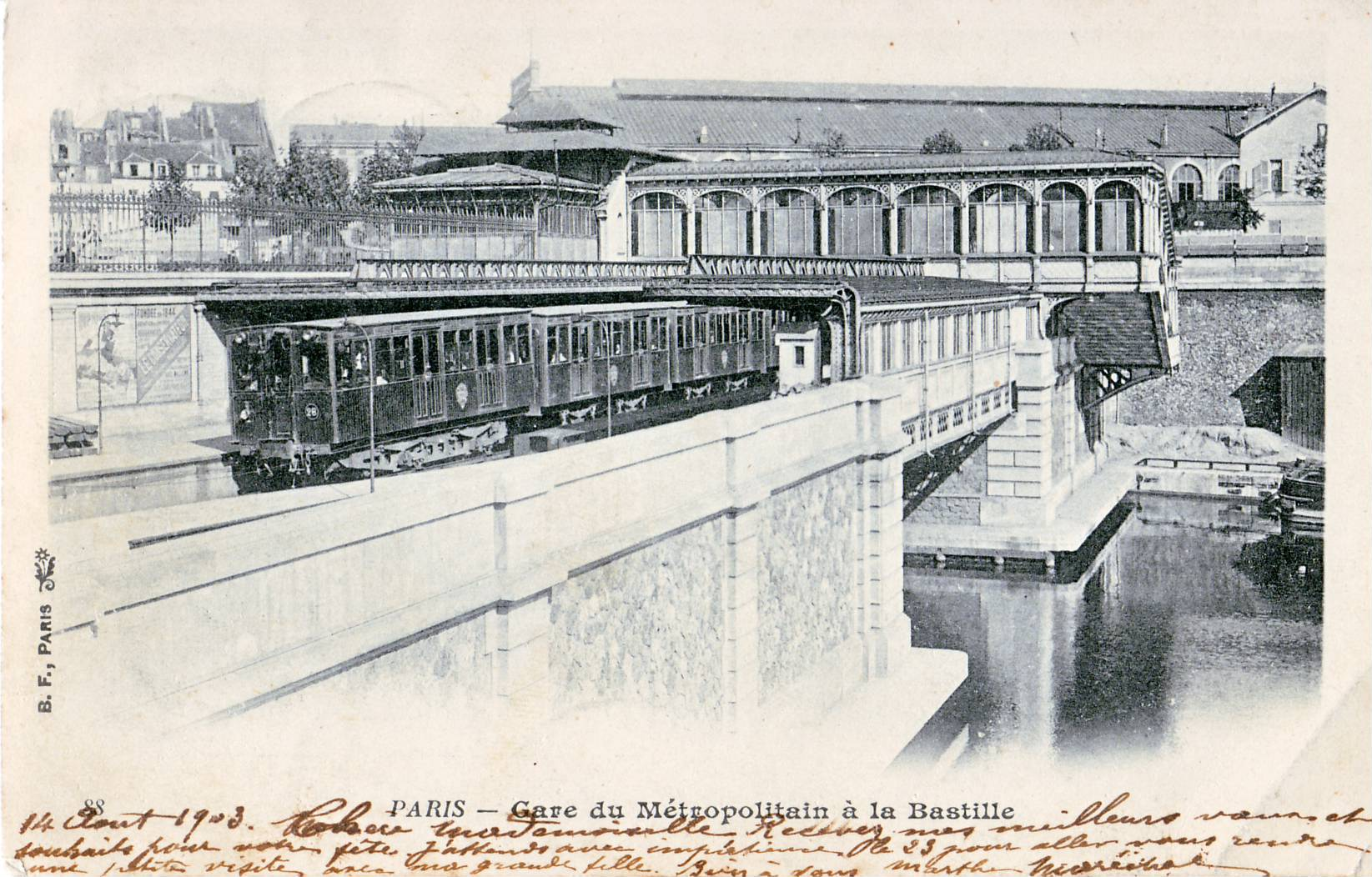
事故発生当時のパリメトロの電車
木造の単車を連結して先頭の電動車が客車を牽引していた

2号北線のうち、事故の発生した区間は同年の1月に開業したばかりであった。この区間の大部分は地下線であるが、ブールヴァール・バルベス(Boulevard Barbès)駅（現バルベス＝ロシュシュアール駅）からリュ・ダルマーニュ(Rue d'Allemagne)駅（現ジョレス駅）までの4駅間は高架線となっていた。電化方式は第三軌条方式である。使用されていた車両（M1系）は、台枠は鋼製だが車体は木造で、4両編成またはそれを2つつなげた8両編成で運行されていた。4両編成の場合は先頭車両のみが電動車（路線両端にループ線があるためどちら向きでも先頭になる）であり、8両の場合は先頭と最後尾が電動車だった。ただし、総括制御がまだ実用化されていなかったため、8両編成の場合は最後尾の車両用の電力も先頭車両で集電し、大電流が運転台付近を流れる構造になっていた。

## 火災の経過
午後6時53分、地下線から高架線に登ってブールヴァール・バルベス駅に到着したナシオン行43列車（8両編成）は、先頭車両のモーター付近から煙をあげていた。直ちに乗客をプラットホームに避難させ、集電靴を引き上げたところ発煙はおさまった。このとき駅は帰宅客で混雑していたため、メトロ職員らは早期の運転再開のため43列車を自力で最寄りの待避線まで移動させることにした。これが最初の致命的な失策だった。職員らは発煙の原因は登り坂での過負荷によるものと考えていたが、実際には回路が短絡を起こしていた。
43列車は午後7時05分にブールヴァール・バルベス駅を発車したが、すぐに黒煙を上げはじめ、地下区間に入ると運転席で運転することは困難になった。そこで地下区間最初の駅であるコンバ(Combat)駅（現コロネル・ファビアン駅）で停車し、集電靴を上げると火災はおさまった。しかし再び集電靴を下ろすと火災が再発し、今度は集電靴を上げることすらできなくなってしまった。木製の部品が焼け落ちてしまったためである。運転士は車外に避難したが、最後尾の運転台から運転することは構造上不可能だったので、後続列車に押してもらうことで43列車を移動させようとした。
このとき後続の52列車（4両編成）はブールヴァール・バルベス駅で43列車から下ろされた乗客を乗せ、リュ・ダルマーニュ駅まで来て信号の開通するのを待っていた。乗客はホームに降ろされ、52列車はコンバ駅まで進んで43列車の後尾に連結された。7時32分、連結された43・52列車は52列車先頭車のモーターのみを使ってゆっくりと発車した。
同じ頃、さらに後続の48列車（4両編成）がリュ・ダルマーニュ駅に到着し、43列車・52列車からの乗客を乗せて地下線に進入した。
43・52列車は次のベルヴィル駅に到着した。ここには待避線があったが、43列車を待避線に入れることに失敗した。そこでそのまま8駅先の終点ナシオン駅まで向かうことにした。次のクロンヌ駅を通過した際には、駅長が火災が激しくなっていることに気づいていた。48列車がクロンヌ駅に到着したときには、前方のトンネル内には煙が充満しており、運転士は駅長と対応を協議した。

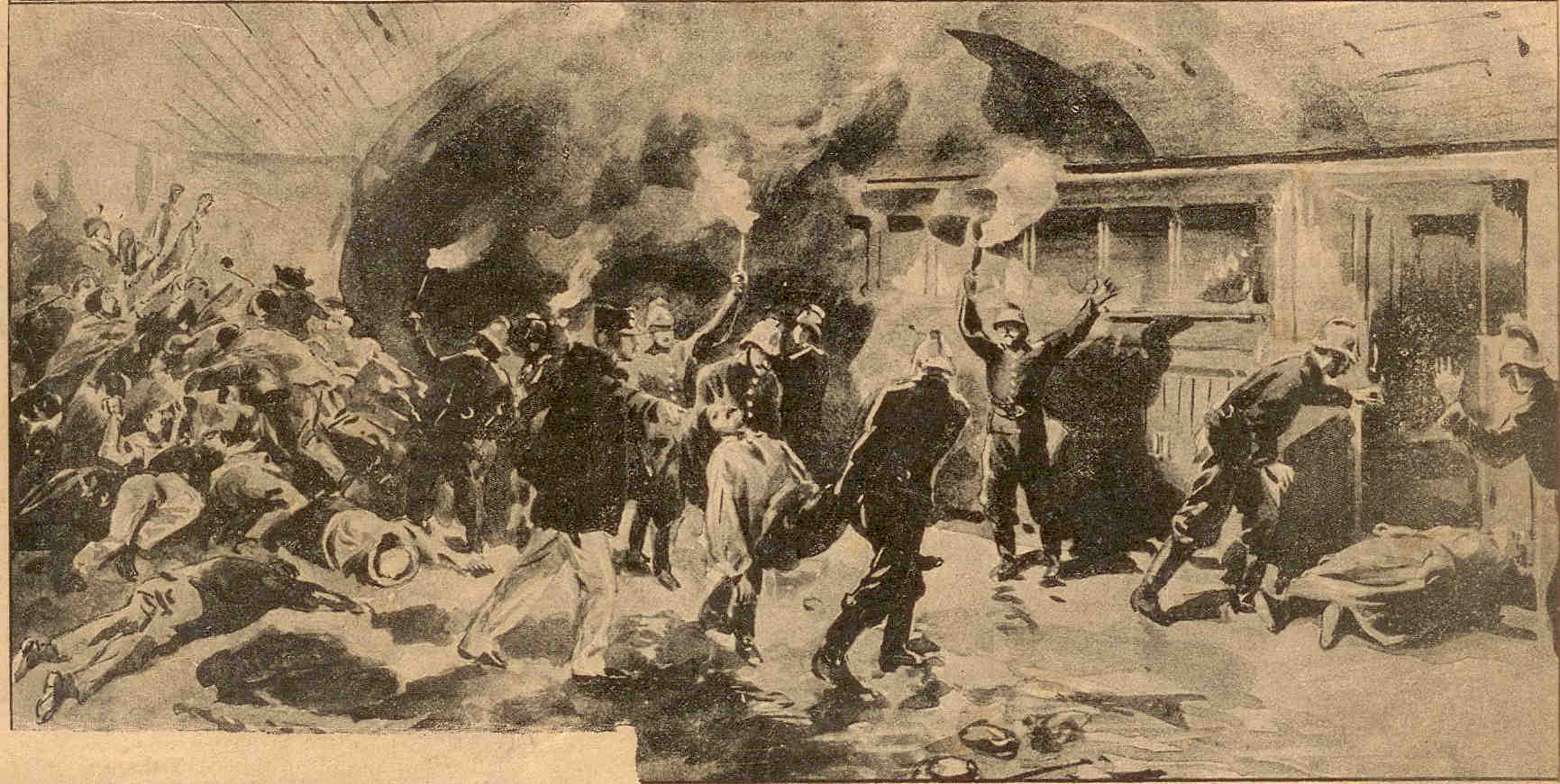
地下鉄構内の様子を報じた絵。
L'Actualité 誌 第187号（1903年8月16日発行）

ここに至ってようやくメトロ職員らは危険を認識し、48列車の運転を打ち切って乗客を地上に避難させることにした。しかし乗客たち、特に43列車や52列車から下ろされた者たちの一部はこの措置に不満であり、運賃の払い戻しなどを要求したため駅は混乱した。こうして貴重な時間が浪費された。
43・52列車が次のメニルモンタン駅に着いたときには、火災はもはや手のつけられないほど激しくなっており、運転士らは運転を断念してホームに脱出した。最寄りの変電所から第三軌条への給電が打ち切られたが、この路線は電気的に複数のセクションに分割されてはいなかったため、他の変電所からの電力は供給されたままだった。このため短絡した回路には電流が流れ続けた。
午後8時ごろ、駅の照明用の電力を供給していたケーブルが火災のため焼き切れ、クロンヌ駅は闇に包まれた。同時にメンモルタン駅からトンネルを伝って煙がクロンヌ駅に流れ込んできた。駅にいた乗客らは暗闇のなか煙に巻かれ、道に迷い出口にたどり着くことができず次々と窒息した。乗客の一部は煙の流入するメンルモンタン側と反対の方向に逃げようとしたが、ホームのそちら側には階段がなかった。
最終的に死者は84人に達した。うち75人はクロンヌ駅で、7人はメンルモンタン駅で、2人はトンネル内で発見された。43・52列車の車体は台枠を残して完全に燃え尽きていた。

## 影響
メトロを運営するCMP（RATPの前身）は、火災から8日後に次のような対策をとるよう命じられた。
即時
- 各路線の区間ごとに責任者を定め、あらゆる種類の事故に対応させる。
- 短絡を起こした回路は直ちに電源から切り離す。
- 非常口には照明つきの目印をつける。
- 消火栓が整備されるまで、仮設の消防署を駅に設ける。
- 避難経路から障害物を撤去する。

15日以内
- 電気機器の再点検。
- 車内、特に運転席からの可燃物の撤去。
- 消火栓の設置。
- 予備の照明用の電源の設置。

11月1日まで
- 各路線を電気的に分断されたセクションに分ける。
- 駅の非常口の拡幅。

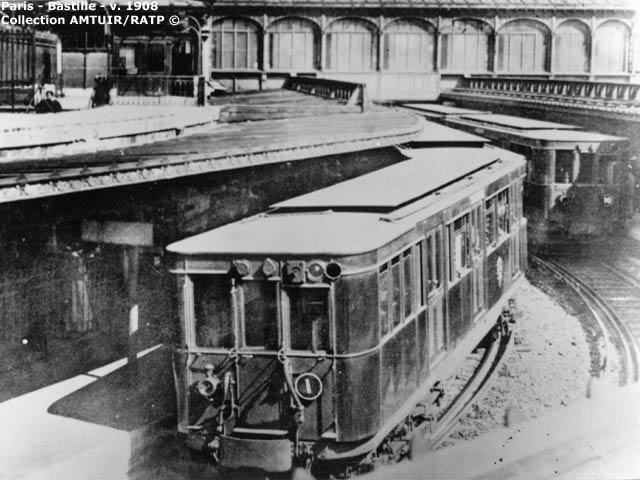
火災後に投入された全金属製の新車「スプラーグ＝トムソン」。総括制御を採用した初の車輛でもある。

8両編成の列車は直ちに7両編成に組み替えられ、先頭の2両が電動車となった。数年後には総括制御方式が採用された新型車両が投入され、火災を起こしたM1系と置き換えられた。これにより運転台付近を大電流が流れることはなくなり、同種の火災の発生する危険は大きく減少した。